# Jens Olsen (atlet)
 For alternative betydninger, se Jens Olsen. (Se også artikler, som begynder med Jens Olsen)
Jens Olsen (født 8. december 1951) er tidligere en dansk atlet. Han startede karrieren i Herlev Atletik og skiftede senere i karrieren til Østerbro-klubben AK73 og derefter Ben Hur

## Danske mesterskaber
- Bronze 1988 4x1500 meter 16.34,53
- Sølv 1982 Femkamp 3.159 point
- Guld 1982 4x1500 meter 15.50,1
- Sølv 1981 4x1500 meter 15.42,1
- Guld 1980 4x1500 meter 15.47,1
- Guld 1979 800 meter 1.53,3
- Sølv 1979 4x1500 meter 15.49,0
- Sølv 1979 3000 meter inde 8,35,3
- Sølv 1979 800 meter 1.52,33
- Guld 1978 4x1500 meter 15.53,6
- Guld 1977 4x1500 meter 15.54,4
- Guld 1977 Kort cross, holdløb
- Guld 1976 4x1500 meter 16.14,4

## Personlige rekord
- 200 meter: 23.1 1976
- 400 meter: 50.7 1977
- 800 meter:1.51.0 1977
- 1000 meter: 2.24.7 1975
- 1500 meter: 3.47.5 1979
- 1 mile: 4.13.1 1978
- 3000 meter: 8.30.4 1978
- 5000 meter: 15.55.5 1978
- 10000 meter: 31.30.4 1979
- 3000 meter forhindring: 9.17.6 1979
- 110 meter hæk: 16.1 1976
- 400 meter hæk: 54.9 1978
- Spydkast: 44,44 (ny model) 1988
- Femkamp: 3239 point (5,86 – 44,59 – 23.8 – 33,97 – 4.01.5) 1982